# Liste des députés de la préfecture de Hyōgo
Cette page liste les membres de la Chambre des représentants du Japon élus dans les circonscriptions de la préfecture de Hyōgo.

## 41elégislature(1996-2000)
Au cours de la 41e législature, les députés de la préfecture de Hyōgo furent les suivants :
| Circonscription | Député | Député               | Parti politique |
| --------------- | ------ | -------------------- | --------------- |
| 1re             |        | Hajime Ishii (ja)    | Shinshintō      |
| 2e              |        | Kazuyoshi Akaba      | Shinshintō      |
| 3e              |        | Ryūichi Doi (ja)     | PRD (ja)        |
| 4e              |        | Kiichi Inoue (ja)    | Shinshintō      |
| 5e              |        | Yōichi Tani (ja)     | PLD             |
| 6e              |        | Yuriko Koike         | Shinshintō      |
| 7e              |        | Takako Doi           | PSD             |
| 8e              |        | Tetsuzō Fuyushiba    | Shinshintō      |
| 9e              |        | Ichizō Miyamoto (ja) | Shinshintō      |
| 10e             |        | Susumu Shiota (ja)   | Shinshintō      |
| 11e             |        | Tōru Toida (ja)      | PLD             |
| 12e             |        | Saburō Kōmoto (ja)   | PLD             |

## 42elégislature(2000-2003)
Au cours de la 42e législature, les députés de la préfecture de Hyōgo furent les suivants :
| Circonscription | Député | Député               | Parti politique |
| --------------- | ------ | -------------------- | --------------- |
| 1re             |        | Hajime Ishii (ja)    | PDJ             |
| 2e              |        | Kazuyoshi Akaba      | Kōmeitō         |
| 3e              |        | Ryūichi Doi (ja)     | PDJ             |
| 4e              |        | Kiichi Inoue (ja)    | PC              |
| 5e              |        | Yōichi Tani (ja)     | PLD             |
| 6e              |        | Yuriko Koike         | PC              |
| 7e              |        | Takako Doi           | PSD             |
| 8e              |        | Tetsuzō Fuyushiba    | Kōmeitō         |
| 9e              |        | Ichizō Miyamoto (ja) | PLD             |
| 10e             |        | Kisaburō Tokai       | PLD             |
| 11e             |        | Takeaki Matsumoto    | PDJ             |
| 12e             |        | Tsuyoshi Yamaguchi   | SE              |

## 43elégislature(2003-2005)
Au cours de la 43e législature, les députés de la préfecture de Hyōgo furent les suivants :
| Circonscription | Député | Député                 | Parti politique |
| --------------- | ------ | ---------------------- | --------------- |
| 1re             |        | Keisuke Sunada (ja)    | PLD             |
| 2e              |        | Kazuyoshi Akaba        | Kōmeitō         |
| 3e              |        | Ryūichi Doi (ja)       | PDJ             |
| 4e              |        | Kiichi Inoue (ja)      | NPC             |
| 5e              |        | Kōichi Tani            | PLD             |
| 6e              |        | Kōichirō Ichimura (ja) | PDJ             |
| 7e              |        | Shigeo Ōmae (ja)       | PLD             |
| 8e              |        | Tetsuzō Fuyushiba      | Kōmeitō         |
| 9e              |        | Yasutoshi Nishimura    | SE              |
| 10e             |        | Kisaburō Tokai         | PLD             |
| 11e             |        | Takeaki Matsumoto      | PDJ             |
| 12e             |        | Saburō Kōmoto (ja)     | PLD             |

## 44elégislature(2005-2009)
Au cours de la 44e législature, les députés de la préfecture de Hyōgo furent les suivants :
| Circonscription | Député | Député                 | Parti politique |
| --------------- | ------ | ---------------------- | --------------- |
| 1re             |        | Masahito Moriyama (ja) | PLD             |
| 2e              |        | Kazuyoshi Akaba        | Kōmeitō         |
| 3e              |        | Yoshihiro Seki (ja)    | PLD             |
| 4e              |        | Kiichi Inoue (ja)      | PLD             |
| 5e              |        | Kōichi Tani            | PLD             |
| 6e              |        | Tsukasa Kobiki (ja)    | PLD             |
| 7e              |        | Shigeo Ōmae (ja)       | PLD             |
| 8e              |        | Tetsuzō Fuyushiba      | Kōmeitō         |
| 9e              |        | Yasutoshi Nishimura    | PLD             |
| 10e             |        | Kisaburō Tokai         | PLD             |
| 11e             |        | Tōru Toida (ja)        | PLD             |
| 12e             |        | Saburō Kōmoto (ja)     | PLD             |

## 45elégislature(2009-2012)
Au cours de la 45e législature, les députés de la préfecture de Hyōgo furent les suivants :
| Circonscription | Député | Député                 | Parti politique |
| --------------- | ------ | ---------------------- | --------------- |
| 1re             |        | Masae Ido (ja)         | PDJ             |
| 2e              |        | Kōichi Mukoyama (ja)   | PDJ             |
| 3e              |        | Ryūichi Doi (ja)       | PDJ             |
| 4e              |        | Shōichi Takahashi (ja) | PDJ             |
| 5e              |        | Yasuhiro Kajiwara (ja) | PDJ             |
| 6e              |        | Kōichirō Ichimura (ja) | PDJ             |
| 7e              |        | Toshirō Ishii (ja)     | PDJ             |
| 8e              |        | Yasuo Tanaka           | NPN             |
| 9e              |        | Yasutoshi Nishimura    | PLD             |
| 10e             |        | Yasuhiro Okada (ja)    | PDJ             |
| 11e             |        | Takeaki Matsumoto      | PDJ             |
| 12e             |        | Tsuyoshi Yamaguchi     | PDJ             |

## 46elégislature(2012-2014)
Au cours de la 46e législature, les députés de la préfecture de Hyōgo furent les suivants :
| Circonscription | Député | Député                 | Parti politique |
| --------------- | ------ | ---------------------- | --------------- |
| 1re             |        | Masahito Moriyama (ja) | PLD             |
| 2e              |        | Kazuyoshi Akaba        | Kōmeitō         |
| 3e              |        | Yoshihiro Seki (ja)    | PLD             |
| 4e              |        | Hisayuki Fujii (ja)    | PLD             |
| 5e              |        | Kōichi Tani            | PLD             |
| 6e              |        | Masaki Ōgushi (ja)     | PLD             |
| 7e              |        | Kenji Yamada (ja)      | PLD             |
| 8e              |        | Hiromasa Nakano (ja)   | Kōmeitō         |
| 9e              |        | Yasutoshi Nishimura    | PLD             |
| 10e             |        | Kisaburō Tokai         | PLD             |
| 11e             |        | Takeaki Matsumoto      | PDJ             |
| 12e             |        | Tsuyoshi Yamaguchi     | PDJ             |

## 47elégislature(2014-2017)
Au cours de la 47e législature, les députés de la préfecture de Hyōgo furent les suivants :
| Circonscription | Député | Député               | Parti politique |
| --------------- | ------ | -------------------- | --------------- |
| 1re             |        | Nobuhiko Isaka (ja)  | Ishin           |
| 2e              |        | Kazuyoshi Akaba      | Kōmeitō         |
| 3e              |        | Yoshihiro Seki (ja)  | PLD             |
| 4e              |        | Hisayuki Fujii (ja)  | PLD             |
| 5e              |        | Kōichi Tani          | PLD             |
| 6e              |        | Masaki Ōgushi (ja)   | PLD             |
| 7e              |        | Kenji Yamada (ja)    | PLD             |
| 8e              |        | Hiromasa Nakano (ja) | Kōmeitō         |
| 9e              |        | Yasutoshi Nishimura  | PLD             |
| 10e             |        | Kisaburō Tokai       | PLD             |
| 11e             |        | Takeaki Matsumoto    | PDJ             |
| 12e             |        | Tsuyoshi Yamaguchi   | SE              |

## 48elégislature(2017-2021)
Au cours de la 48e législature, les députés de la préfecture de Hyōgo furent les suivants :
| Circonscription | Député | Député                 | Parti politique |
| --------------- | ------ | ---------------------- | --------------- |
| 1re             |        | Masahito Moriyama (ja) | PLD             |
| 2e              |        | Kazuyoshi Akaba        | Kōmeitō         |
| 3e              |        | Yoshihiro Seki (ja)    | PLD             |
| 4e              |        | Hisayuki Fujii (ja)    | PLD             |
| 5e              |        | Kōichi Tani            | PLD             |
| 6e              |        | Masaki Ōgushi (ja)     | PLD             |
| 7e              |        | Kenji Yamada (ja)      | PLD             |
| 8e              |        | Hiromasa Nakano (ja)   | Kōmeitō         |
| 9e              |        | Yasutoshi Nishimura    | PLD             |
| 10e             |        | Kisaburō Tokai         | PLD             |
| 11e             |        | Takeaki Matsumoto      | PLD             |
| 12e             |        | Tsuyoshi Yamaguchi     | PLD             |

## 49elégislature(2021-2024)
Au cours de la 49e législature, les députés de la préfecture de Hyōgo furent les suivants :
| Circonscription | Député | Député                 | Parti politique |
| --------------- | ------ | ---------------------- | --------------- |
| 1re             |        | Nobuhiko Isaka (ja)    | PDC             |
| 2e              |        | Kazuyoshi Akaba        | Kōmeitō         |
| 3e              |        | Yoshihiro Seki (ja)    | PLD             |
| 4e              |        | Hisayuki Fujii (ja)    | PLD             |
| 5e              |        | Kōichi Tani            | PLD             |
| 6e              |        | Kōichirō Ichimura (ja) | Ishin           |
| 7e              |        | Kenji Yamada (ja)      | PLD             |
| 8e              |        | Hiromasa Nakano (ja)   | Kōmeitō         |
| 9e              |        | Yasutoshi Nishimura    | PLD             |
| 10e             |        | Kisaburō Tokai         | PLD             |
| 11e             |        | Takeaki Matsumoto      | PLD             |
| 12e             |        | Tsuyoshi Yamaguchi     | PLD             |

## 50elégislature(depuis 2024)
Au cours de la 50e législature, les députés de la préfecture de Hyōgo sont les suivants :
| Circonscription | Député | Député               | Parti politique |
| --------------- | ------ | -------------------- | --------------- |
| 1re             |        | Nobuhiko Isaka (ja)  | PDC             |
| 2e              |        | Kazuyoshi Akaba      | Kōmeitō         |
| 3e              |        | Yoshihiro Seki (ja)  | PLD             |
| 4e              |        | Hisayuki Fujii (ja)  | PLD             |
| 5e              |        | Kōichi Tani          | PLD             |
| 6e              |        | Shū Sakurai (ja)     | PDC             |
| 7e              |        | Kenji Yamada (ja)    | PLD             |
| 8e              |        | Hiromasa Nakano (ja) | Kōmeitō         |
| 9e              |        | Yasutoshi Nishimura  | SE              |
| 10e             |        | Kisaburō Tokai       | PLD             |
| 11e             |        | Takeaki Matsumoto    | PLD             |
| 12e             |        | Tsuyoshi Yamaguchi   | PLD             |